# Будзігнев (Любуське воєводство)
Будзігнев (пол. Budzigniew) — село в Польщі, у гміні Слонськ Суленцинського повіту Любуського воєводства.
Населення — 82 особи (2011).
У 1975-1998 роках село належало до Гожовського воєводства.

## Демографія
Демографічна структура станом на 31 березня 2011 року:
|          | Загалом | Допрацездатний вік | Працездатний вік | Постпрацездатний вік |
| -------- | ------- | ------------------ | ---------------- | -------------------- |
| Чоловіки | 43      | 12                 | 23               | 8                    |
| Жінки    | 39      | 7                  | 20               | 12                   |
| Разом    | 82      | 19                 | 43               | 20                   |